# Zamek Safed
Zamek Safed (hebr. מצודת צפת, Mecudat Cefat) – forteca krzyżowców wznosząca się na wzgórzu w centrum miasta Safed na północy Izraela. Obecnie atrakcja turystyczna miasta.

## Położenie
Twierdza Safed znajduje się w południowej części wzgórza w samym centrum miasta Safed w Górnej Galilei. Wzgórze wznosi się na wysokość 834 metrów n.p.m., i jest położone na południe od gór Har Kena’an (936 m n.p.m.) i Har Birijja (955 m n.p.m.). Ze wzgórza rozciąga się bardzo dobry widok na wschód, zachód i południe. W kierunku wschodnim teren opada do depresji Doliny Jordanu z widocznym na południowym wschodzie jeziorem Tyberiadzkim. W kierunku południowym teren opada w stronę wzgórz i dolin Dolnej Galilei, natomiast po stronie zachodniej za głębokim wadi strumienia Amud wznosi się masyw góry Meron (1208 m n.p.m.).

## Historia

### Starożytność
Badania archeologiczne odkryły na wzgórzu pozostałości osady kanaanejskiej z środkowej epoki brązu (ok. XX wiek p.n.e.). W tutejszych jaskiniach odkryto miejsca pochówków pochodzące z okresu 800 lat. Znaleziono także pozostałości osady ludzkiej pochodzącej prawdopodobnie z II połowy XIII wieku p.n.e. Pochodzi ona z okresu, gdy koczownicze plemiona Izraelitów osiedliły się w Kanaanie. Biblia wymienia Safed w kontekście podboju miasta przez pokolenie Judy. Przy podziale ziemi, miasto otrzymało pokolenie Naftaliego. Zostało ono zburzone podczas wojny syro-efraimskiej w 732 roku przez asyryjskiego króla Tiglat-Pileser III. Istnieją dowody, że osada została odbudowana i istniała w okresie perskim (VI-IV wiek p.n.e.). Odnaleziono także monety bite przez króla Aleksandra Jannaja na przełomie II i I wieku p.n.e.. Według relacji Józefa Flawiusza, podczas wojny żydowsko-rzymskiej (66-73) spodziewano się, że wojska cesarza Wespazjana nadejdą od strony Syrii usiłując w pierwszej kolejności zająć Galileę. Podjęto więc decyzję o ufortyfikowaniu Safedu oraz okolicznych gór i przełęczy. W ten sposób powstała pierwsza historyczna twierdza Safed. Tutejsze wzgórze wyraźnie górowało nad całą okolicą, a jego zbocza były mocno nachylone. Po wybudowaniu fortyfikacji, twierdza stała się trudnym do zdobycia punktem żydowskiego oporu. Wojna została jednak przegrana przez Żydów, a w 70 roku upadła Jerozolima. Symbolicznym aktem kończącym wojnę było spalenie Świątyni Jerozolimskiej.

### Czasy krzyżowców
W 1099 roku Palestyna znalazła się pod panowaniem krzyżowców, którzy utworzyli Królestwo Jerozolimskie. Nieustanne zagrożenie ze strony Arabów powodowało, że krzyżowcy bardzo szybko przystąpili do budowy licznych zamków obronnych sprawujących kontrolę nad głównymi szlakami. Poza ochroną pielgrzymów podróżujących do Ziemi Świętej i karawan kupieckich, pełniły one funkcje obrony strategicznych punktów na granicach Królestwa. Położenie Safedu idealnie nadawało się do budowy zamku obronnego, który mógł kontrolować obszar Galilei pomiędzy jeziorem Tyberiadzkim a miastem Akka. W latach 1102–1142 krzyżowcy przeprowadzili koncentrację okolicznej ludności w Safedzie. Podniosło to znaczenie miasta, które stało się ważnym ośrodkiem handlowym i centrum administracyjnym całej prowincji obejmującej 260 wsi. W 1102 roku na ruinach dawnej twierdzy żydowskiej Józefa Flawiusza, wybudowano nowy niewielki zamek krzyżowców. Został on w 1140 roku rozbudowany przez jerozolimskiego króla Fulko V. Na południowy wschód od niego, na południe od jeziora Tyberiadzkiego wzniesiony kolejny zamek obronny - Belvoir. Na zachodzie znajdował się wybudowany w 1160 roku zamek Castellum Regis (w rejonie dzisiejszej miejscowości Mi’ilja). W jego pobliżu był położony krzyżacki Zamek Montfort. Tworzyły one razem pierścień obronny Królestwa.
Zamek Safed był największą twierdzą krzyżowców na północy kraju. Miasto zajmowało powierzchnię około 40 ha, a fortyfikacje obronne miały kształt dwóch pierścieni. Mury obronne miały wysokość 28 m, fosa głębokość 15–18 m i szerokość 13 m. Całość fortyfikacji wzmocniono siedmioma wieżami obronnymi o wysokości 24 m. Bramy wjazdowe znajdowały się od północy i południa, i były chronione przez wieże. W 1168 roku zamek został sprzedany templariuszom. Rozbudowali oni fortyfikacje obronne. Budowa warowni templariuszy trwała dwa i pół roku, a kosztowała ponad milion złotych monet. Szacuje się, że stały garnizon liczył około 80 rycerzy, z których każdy miał co najmniej 50 podwładnych i rzemieślników. Razem z najemnikami, załoga zamku w czasach pokoju mogła liczyć 1,7 tys. zbrojnych, którą podczas wojny zwiększano do co najmniej 2,2 tys. ludzi.
Po klęsce krzyżowców w 1187 roku w bitwie pod Hittin, muzułmańska armia sułtana Saladyna zdobyła w 1188 roku zamek Safed. W 1240 roku król Nawarry Tybald IV zorganizował własną wyprawę krzyżową podczas której odzyskał większość Galilei. Odbudowano wówczas zniszczony zamek Safed. W dniu 25 lipca 1266 roku sułtan Bajbars zdobył Safed i wymordował załogę templariuszy oraz mieszkających w mieście Żydów. Pod koniec XIII wieku muzułmanie rozebrali pozostałości zamku krzyżowców. Arabski geograf al-Dimaszqi (który zmarł w 1327 r. w Safedzie) napisał około 1300 roku, że w mieście wybudowano okrągłą wieżę obronną o trzech kondygnacjach. Stanowiła ona główny bastion tutejszej twierdzy. Woda deszczowa była doprowadzana do podziemnej cysterny, a jej ilość wystarczała garnizonowi na rok. Kurdyjski historyk i geograf Abu al-Fida opisał Safed jako „średniej wielkości miasto” z silnie rozbudowanym zamkiem. W takiej formie pozostałości zamku krzyżowców przetrwały przez kolejne wieki. Pierwsze prace archeologiczne rozpoczęła w lipcu 1875 roku brytyjska Fundacja Badań Ziemi Izraela. Prace prowadzone przez kolejne lata odsłoniły trzy ściany murów obronnych zamku. Bardziej zaawansowane wykopaliska rozpoczęto dopiero w 1961 roku.

## Turystyka
Obecnie obszar wzgórza zamkowego przekształcono w park ha-Metsuda. Na wiosnę 2004 roku przeprowadzono rozległe prace konserwatorskie zamku, dostosowując jego teren do zwiedzania przez turystów. Park z ruinami zamku stanowi dużą lokalną atrakcję turystyczną Safedu. Wzgórze dominujące nad zabudową miejską nadaje parkowi cechy Akropolu. Ze wzgórza roztacza się panorama na całą okolicę miasta.